# Коломо (деревня)
Коломо — деревня в Шимском районе Новгородской области в составе Подгощского сельского поселения.

## География
Находится в западной части Новгородской области на расстоянии приблизительно 6 км на восток-юго-восток по прямой от районного центра поселка Шимск.

## История
На карте 1847 года уже была обозначена как поселение с 24 дворами. В 1909 году здесь (деревня Старорусского уезда Новгородской губернии) было учтено 39 дворов. В 2008—2010 годах здесь проектировалась застройка экопоселения, но в итоге проект превратился в мошенническую аферу.

## Население
Численность населения: 216 человек (1909 год), 9 (русские 100 %) в 2002 году, 7 в 2010.